# Bianrifi Tarmidi
Bianrifi Tarmidi, né le 15 mars 1958, est un homme politique comorien.

## Biographie
Bianrifi Tarmidi est nommé ministre de l'Intérieur en 1996 par Mohamed Taki Abdoulkarim. puis le 6 mai 1999 par Azali Assoumani.
Il est Premier ministre des Comores du 1er décembre 1999 au 29 novembre 2000.
Il est candidat à l'élection présidentielle comorienne de 2010 ; il est d'abord annoncé comme qualifié pour le second tour, mais la Cour constitutionnelle annule les résultats d'un bureau de vote qui a été sujet d'anomalies, le déclassant à la quatrième place du premier tour avec 9,31 % des voix.
Il est député à l'Assemblée de l'union des Comores de 2009 à 2015.
Le 28 août 2018, il est nommé Ministre de l'Économie, des Investissements, chargé de l'Intégration économique. Il devient ministre des Transports le 18 juin 2019, puis ministre de l'Agriculture, de la Pêche et de l'Environnement en 20205.